# نص الروليت

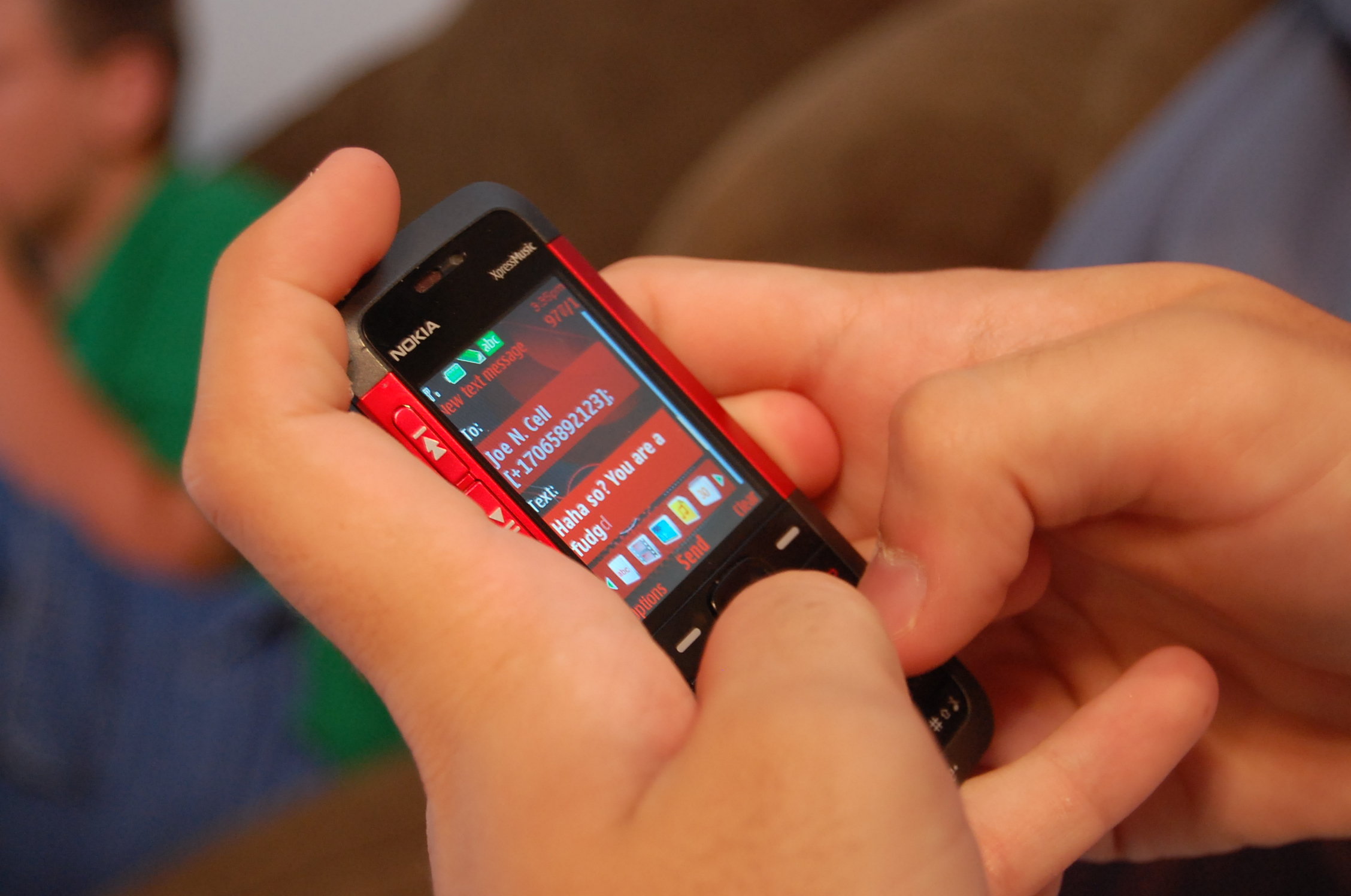
رسائل الروليت القصيرة هي عبارة عن لعبة تُلعب بشكل رئيسي على الهواتف المحمولة حيث يقوم اللاعبون بكتابة رسالة نصية علي هواتفهم المحمولة وارسالها إلى جهات الاتصال.

نص الروليت أو رسائل الروليت القصيرة وهي عبارة عن لعبة تُلعب بشكل رئيسي من قبل تلاميذ المدرسة حيث يقومون بكتابة رسالة نصية علي هواتفهم المحمولة ثم إرسالها إلي احدي جهات الاتصال الخاصة بهم أو رقم عشوائي تُلعب هذه اللعبة على شكل جولات يخرج الخاسرين في كل جولة، ليتبقى لاعب واحد فقط ويعتبر هو الفائز. 6-8 لاعبين يعتبر عدد جيد (يمكن أن يكون أقل أو أكثر).